# Hylaeus georgicus
Hylaeus georgicus là một loài Hymenoptera trong họ Colletidae. Loài này được Cockerell mô tả khoa học năm 1898.

## Hình ảnh

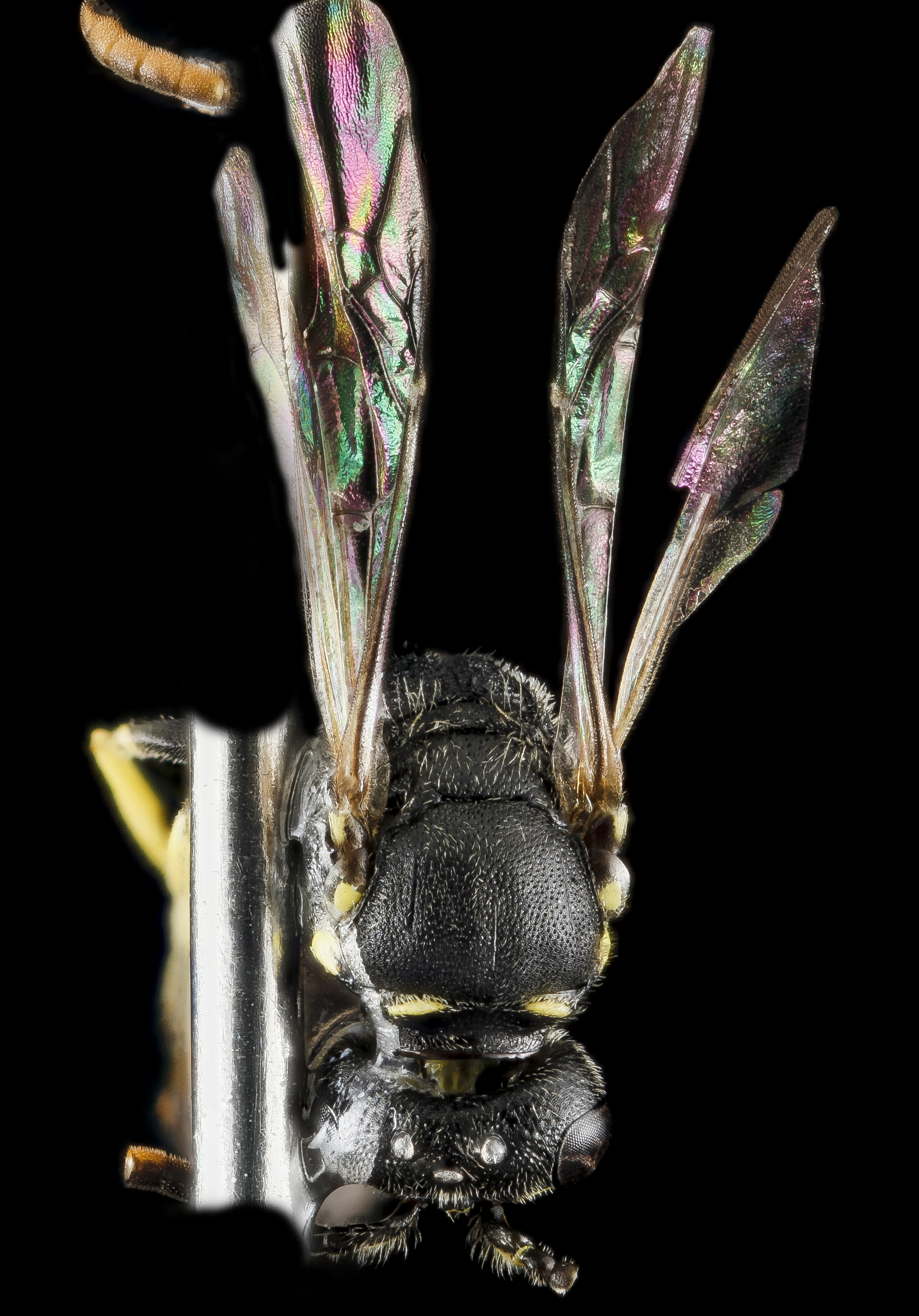
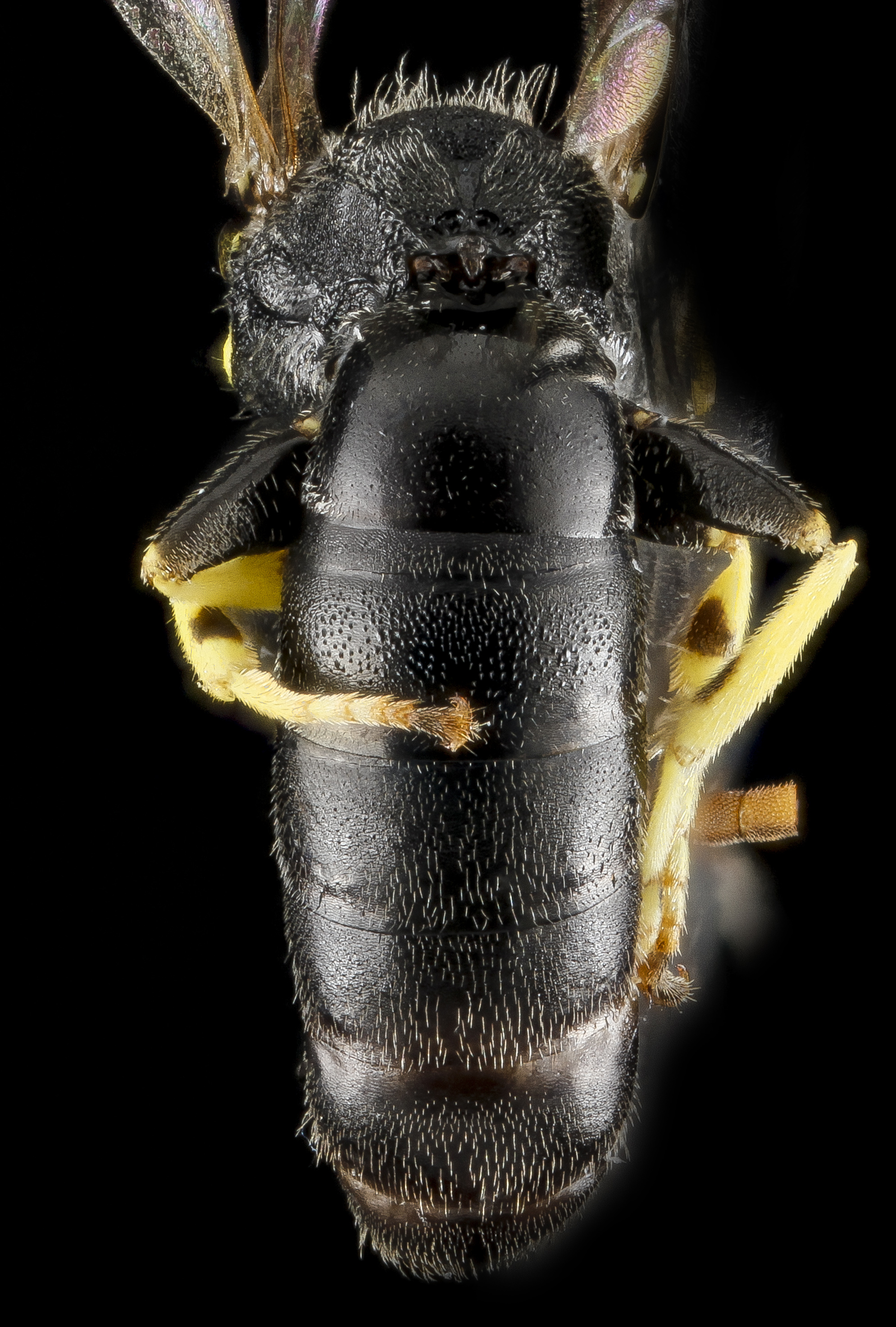
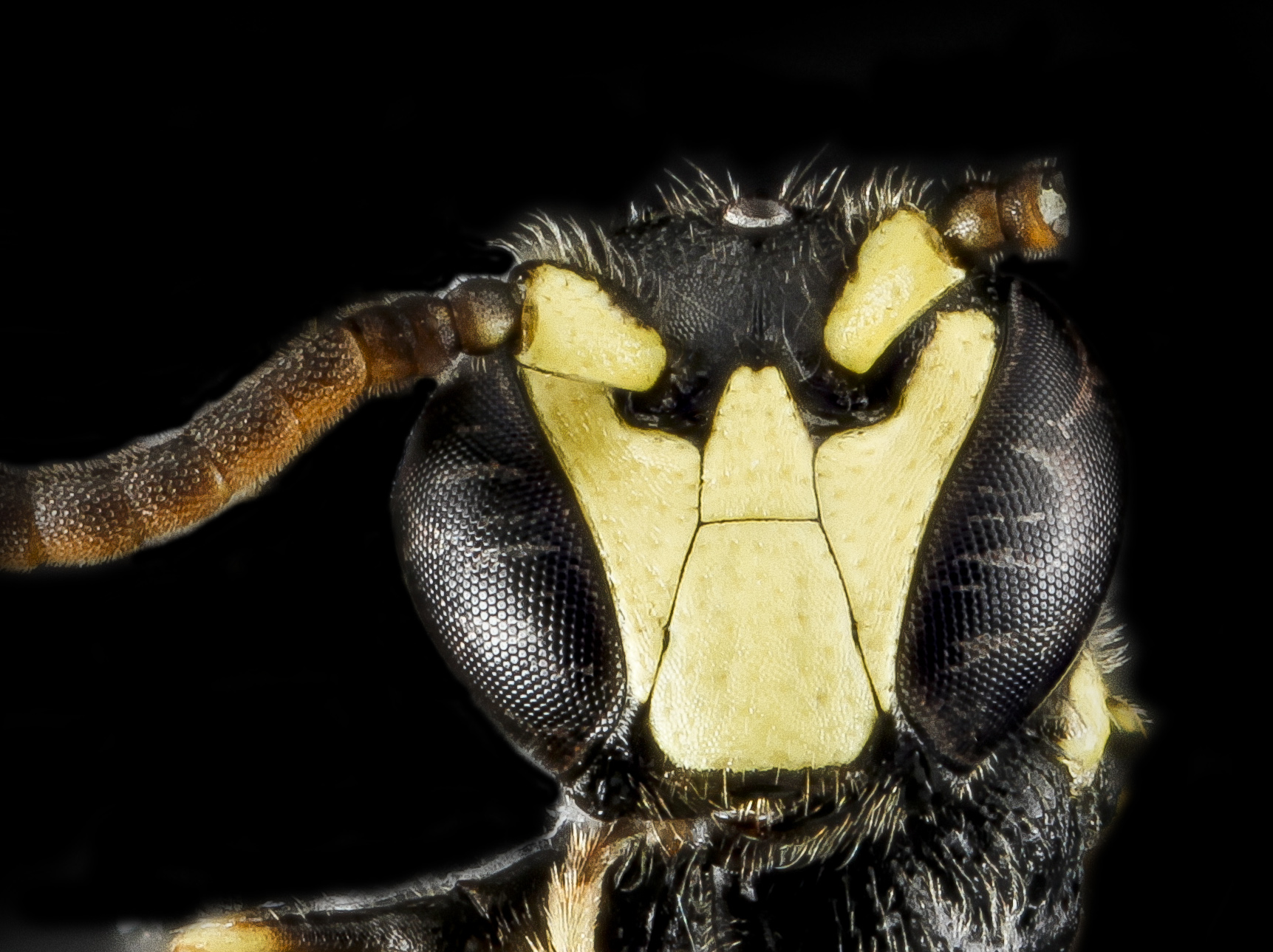